# Loretánská kaple v Chlumci nad Cidlinou

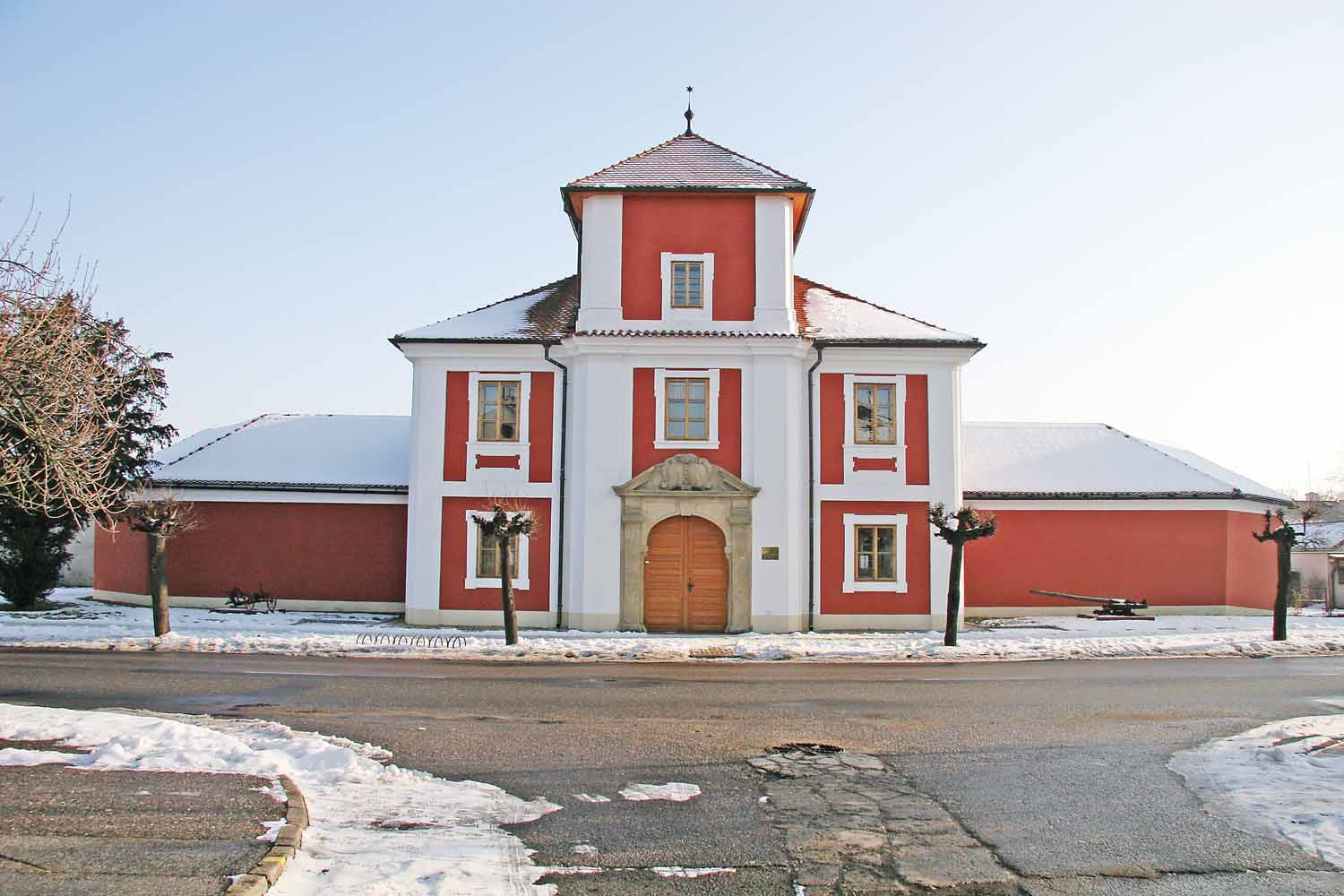
Bývalý klášter a špitál Loreta v Chlumci nad Cidlinou

Zaniklá Loretánská kaple v Chlumci nad Cidlinou na Královéhradecku se nacházela severně od náměstí, v areálu muzea mezi ulicemi Kozelkova a Pod Loretou, v linii ulice Říhova. Budova muzea a další stavby bývalého špitálu jsou chráněny jako nemovitá kulturní památka České republiky.

## Historie
Loretánská kaple (Santa Casa) byla postavena roku 1719 z iniciativy Václava Norberta Oktaviána hraběte Kinského, který byl majitelem chlumeckého panství. Původně měla být kaple součástí kláštera piaristů, kde měla být centrem nově zřízeného poutního místa. Tento záměr však nebyl realizován a výstavba byla ukončena roku 1740.
Jako architekt byl k realizaci stavby poutního místa vybrán František Maxmilian Kaňka. Areál byl postaven jako uzavřený, čtyřkřídlý, s okosenými rohy a s ambity ve všech křídlech. Santa Casa byla zbudována uprostřed areálu a byla vybavena čtyřmi oltáři. Podle fundační listiny z roku 1740 byl u kaple vydržován kaplan, který měl každý den sloužit zádušní mše za zemřelé příslušníky rodu Kinských a který se měl starat o výuku a upevňování katolické víry. Veřejné bohoslužby zde měly být slouženy tak, aby neodváděly věřící od účasti na mši v chlumeckém farním kostele.

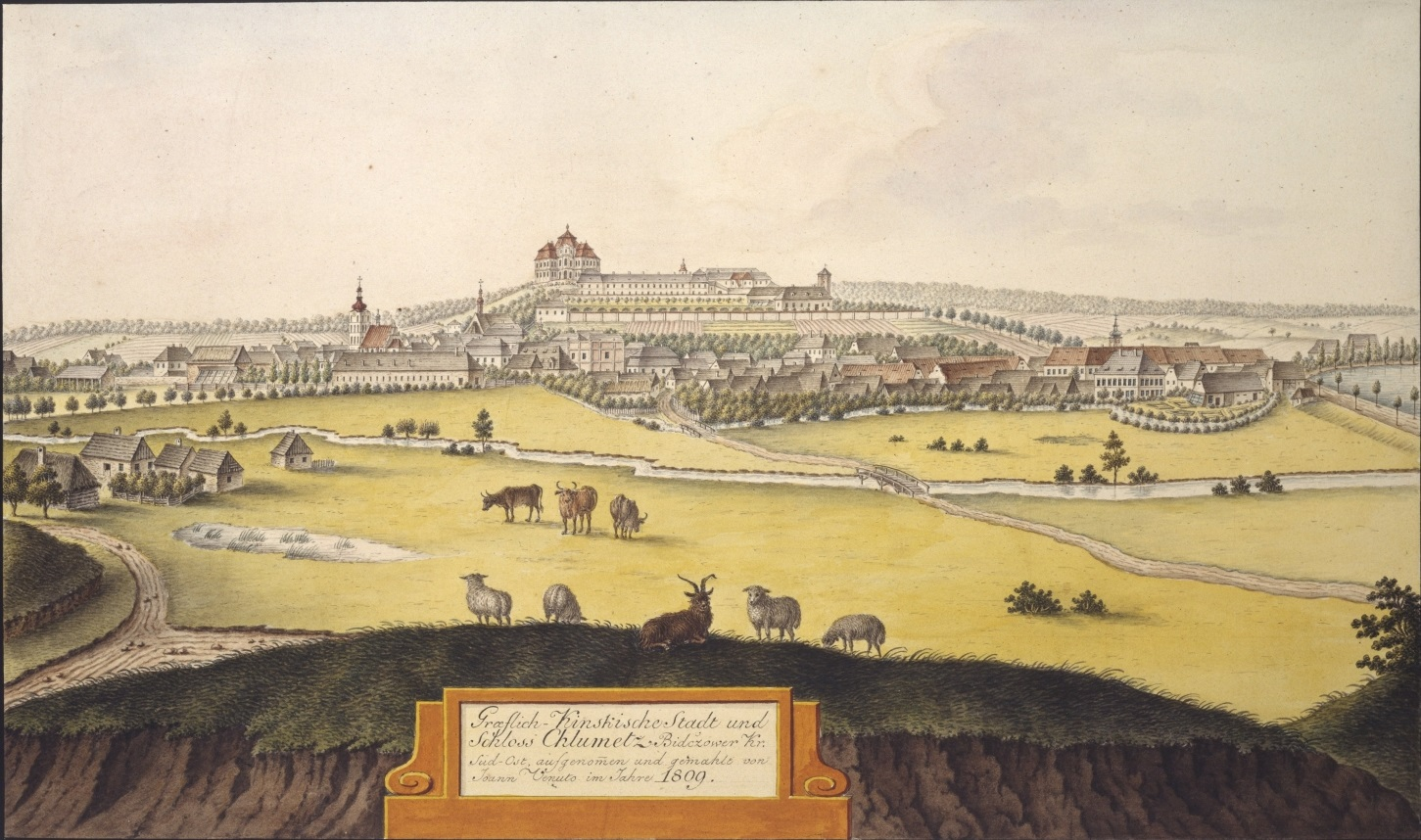
Chlumec v roce 1809, pohled od východu (Joann Venuto, 1809)

Santa Casa byla zrušena za josefínských reforem výnosem z 24. října 1786. Chlumecký děkan Unfried i vrchnost se snažili rozhodnutí zvrátit, ale jejich žádost byla roku 1787 zamítnuta. Areál byl nadále využíván jako špitál.

### Zánik kaple
Loretánská kaple byla zbořena roku 1805. Z jejího vnitřního vybavení, přeneseného do severního nároží ambitu, byla zřízena provizorní svatyně. Ve 20. století byly budovy bývalé Lorety přeměněny na byty a arkády zazděny. Vše stavebně chátralo.
Z uvažovaného poutního místa se dochovala budova při Kozelkově ulici se vstupní branou a arkády lemující nádvoří, které byly při rekonstrukci roku 2002 opět uvolněny. Od téhož roku se zde nachází Městské muzeum Loreta.